# リッジリー砦の戦い
リッジリー砦の戦い（英: Battle of Fort Ridgely）は、アメリカ合衆国の南北戦争中に起きたインディアンとの闘争であるダコタ戦争の戦闘である。リッジリー砦は1853年から1855年に当時のミネソタ準州南部に建設され、サンティ・スー族インディアン居留地と開拓地の間では唯一の軍事基地だった。
1862年8月20日、大挙して押し寄せたインディアンに対し、急遽集められた志願兵を含む部隊が砦を守り抜いた。

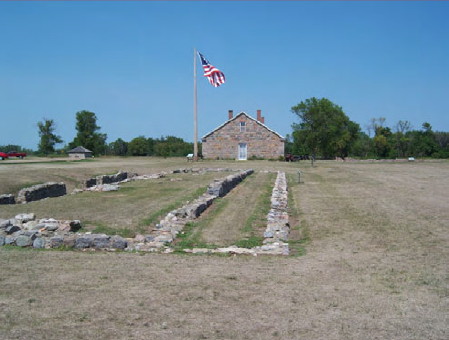
リッジリー砦の廃墟

## 背景
1862年8月18日、ミネソタ州レンビル郡にあった南スー族インディアン管理局がインディアンに攻撃された。インディアンたちは飢えるまで放っておかれた自分たちの食料を管理局まで取りにきていた。そこに集まった白人指導者とインディアン管理局長との間に議論があった。管理局の役人は反対したが、他の者がインディアンに少量の豚肉と小麦粉を渡すよう説得した。管理局の役人は、インディアンが居留地まで即刻戻りさえすれば、翌朝にも食料を居留地に配達させると付け加えた。その時点まで、8月の暑さの中をインディアンは武装したまま平和的に立ったままだった。このときそこに集まった白人は67人であり、数でははるかにインディアンより劣っていた。彼らはその暑さに不快になり始め、小さな集団になっては家に戻り始めた。
インディアン戦士の幾人かがそこを立ち去った開拓者を追跡して、起こるべくして起こった戦闘が始まった。残っていた者達は管理局の建物を取り囲んだ者達との戦いを始めた。数時間のうちに白人20人が殺され、10人が捕虜になった。生き残った者は逃亡し、リッジリー砦に向かった者もいたが、多くは自分達の家、家族の所に駆け付けようとした。家に向かった者達は翌朝に集まって砦に行こうと考えていた。
J・C・ディキンソンが最初に逃げ出した者と見られており、荷車に家族を載せてリッジリー砦に連れて行ったが、砦では誰も攻撃があったことを信じてはいなかった。次々と開拓者が砦に到着し、ミネソタ第5連隊B中隊ジョン・S・マーシュ大尉に管理局が襲われたことを納得させた。マーシュは鼓手のチャールズ・M・カルバーにロング・ロール（非常招集）を敲くよう命令した。このカルバーは当時12歳であり、1943年に93歳で死んだときにはB中隊最後の生き残りになっていた。74名の兵士が集まった。その中にはマーシュ大尉、トマス・P・ギア少尉、軍曹4名、伍長7名、兵卒62名がいた。マーシュは46名を選別し、さらにインディアン通訳ピーター・クインを連れて、管理局に向けて進発した。その道すがら、多くの白人仲間やインディアンの死体を見つけた。クインはホワイトドッグ酋長に殺された最初のものであり、他に兵士10名が殺された。午後おそくまでに、マーシュ大尉にはその指揮下に11名しか残っておらず、24名が殺されていた。マーシュは砦に戻ることに決め、兵士達にはミネソタ川を越させようとした。マーシュは泳ぎが上手だったが、脚に痙攣を起こしてしまった。ジョン・F・ビショップ軍曹が次の士官であり、兵卒のジョン・ブレナン、ジェイムズ・ダン、スティーブン・ヴァン・ビューレンにマーシュを助けに泳いで行くよう命令した。ブレナンがまず届き、マーシュがブレナンの肩に掴まったが、その後に離れてしまった。マーシュは溺れ、その体が川に浮くのを兵士達は目撃した。マーシュはこのとき28歳だった（レッドウッドフェリーの戦い）。ビショップ軍曹が残りの11名を率いて砦に戻った。彼らは真夜中前に戻った。
マーシュは出発前に8月17日にリッジリー砦を出発していたシーハン中尉に伝言を送り、ミネソタ第5連隊C中隊から50名を率いて戻らせていた。ビショップとシーハンが会ったとき、兵卒のウィリアム・J・スタージスを派遣して他の者達、特に州知事のアレクサンダー・ラムジーにインディアンの蜂起について警告を伝えさせた。B中隊のノーマン・K・カルバー中尉など他の者達はセントポールで志願兵を集め始め、援軍として「レンビル・レンジャーズ」を連れてリッジリー砦に到着した。ジェイムズ・ゴーマン中尉の下には約50名の白人がおり、南北戦争に従軍するはずだったが、ハーパー・ライフル銃とそれぞれ3発の銃弾を持ってリッジリー砦に行った。全部で約70名の市民が志願兵となった。その中の10名は女性であり、他の者は兵士の親戚だった。B中隊の兵員は約65名から200名以上になった。その中に従軍商人のB・H・ランドール、兵站軍曹のジョン・ジョーンズ、アルフレッド・ミュラー医師がおり、またその後にハッチのミネソタ志願騎兵大隊を率いることになるE・A・C・ハッチ少佐もいた。

## 戦闘
8月20日は晴れて、C中隊のティモシー・J・シーハン中尉がリッジリー砦の指揮を執った。B中隊のカルバー中尉が兵站と補給係将校になった。兵士8名が負傷しており、病院任務となった。砦は到着していた新しい志願兵に合わせようとしていた。突然400名とされるインディアンが、まだ備えのできていない基地を襲ってきた。最初の銃弾がC中隊兵卒のマーク・M・グリアを殺し、B中隊のウィリアム・グッド伍長を負傷させた。グッドは額を撃たれており、死んだと宣告されたが、何とか生き残り、1862年10月24日に傷痍軍人として除隊した。ビショップ軍曹が哨兵隊を指揮し、リトルクロウとその戦士たちを待ったが、無用だった。兵士数人が負傷した。B中隊兵卒のウィリアム・H・ブロジェットが脊柱を負傷したが、闘い続けた。戦闘が終わるまでに兵士5名が戦死し、15名が負傷した。
翌日は雷雨だったので砦の男女は編成を行い、防御を固めることができた。兵站軍曹のジョン・ジョーンズが6ポンド砲3門、12ポンド砲2門、24ポンド砲1門を据え付けさせた。ジョーンズが24ポンド砲を指揮し、ジェイムズ・G・マクグルー軍曹とビショップ軍曹が12ポンド砲を指揮した。砦の周り25マイル (40 km) の地域では、白人開拓者が2日間逃げ回っており、その体と燃える家が散見された。インディアンは居留地に持って帰る食料や物資などを求めて家や荷車を全て探していた。女性や子供が幾人か誘拐されたが、開拓者のほとんどは殺害され、しかも残忍なやり方だった。ジャスティナ・クライガーの証言では、8月18日に逃げ出した一群の開拓者が全て殺され、クライガー夫人が砦に到着できたのは9月3日になってからだった。命に関わるような多くの怪我をしており、ほとんど飢えた状態になるまで、多大な努力を払って辿り着いた。
8月22日晴れ、インディアンは雨の日を使って勢力を増しており、800名の兵力で砦を攻撃して来た。最初の攻撃が撃退され、日中を通じて小さな攻撃が続けられ、兵士達を警戒配置に張り付けさせることになった。涼しくなる夕方にかけて、スー族戦士は砦の北側により強く攻撃を仕掛けてきた。シーハン中尉はその側にある建物に火を点けるよう命じるしかなくなった。インディアンがそれらの建物を抜けて砦の内に入ってこようとしているのが分かったからだった。兵士達は建物が緑色がかった煙を上げるのを見ていた。インディアンの姿は暗闇の中に溶け込んでいった。リトルクロウとその他インディアンの酋長達は8月27日まで砦を包囲していたが、この日にヘンリー・ヘイスティングス・シブレー大佐が1,400名の訓練された民兵を率いて到着した。シブレー大佐がこの大部隊の指揮を執り、その中にはアイオワ第5および第6州軍の部隊も含まれていた。

## 戦闘の後
インディアンはリッジリー砦から移動して、その内の小さな集団が9月23日まであちこちの白人開拓地を襲い続けた。この9月23日に大集団がウッドレイクで捕獲された。約400名が捕虜となり、393名が裁判に掛けられ、303名が死刑宣告を受けた。このダコタ戦争で推計500名の白人、民兵と市民が殺された。エイブラハム・リンカーン大統領は処刑者の数を39人にまで減らさせた。そのうち1人は有罪理由となった事件から10マイル (16 km) 離れていたことが明らかとなり、1862年12月25日に恩赦になった。1862年12月26日、ミネソタ州マンケイトーで38名のスー族が同日に処刑され、アメリカ史の中でも1回の処刑数として最大となっている。

### 兵士名簿
- Company B, Fifth Minnesota Infantry, Recollections of the Sioux Massacre, 1909, pages 82–83
- Company C, Fifth Minnesota Infantry, Recollections of the Sioux Massacre, 1909, pages 83–84
- Renville Rangers, Recollections of the Sioux Massacre, 1909, pages 84–85
- Post Locals, page 85
- Citizens, 120-121